# Театр Маккартера

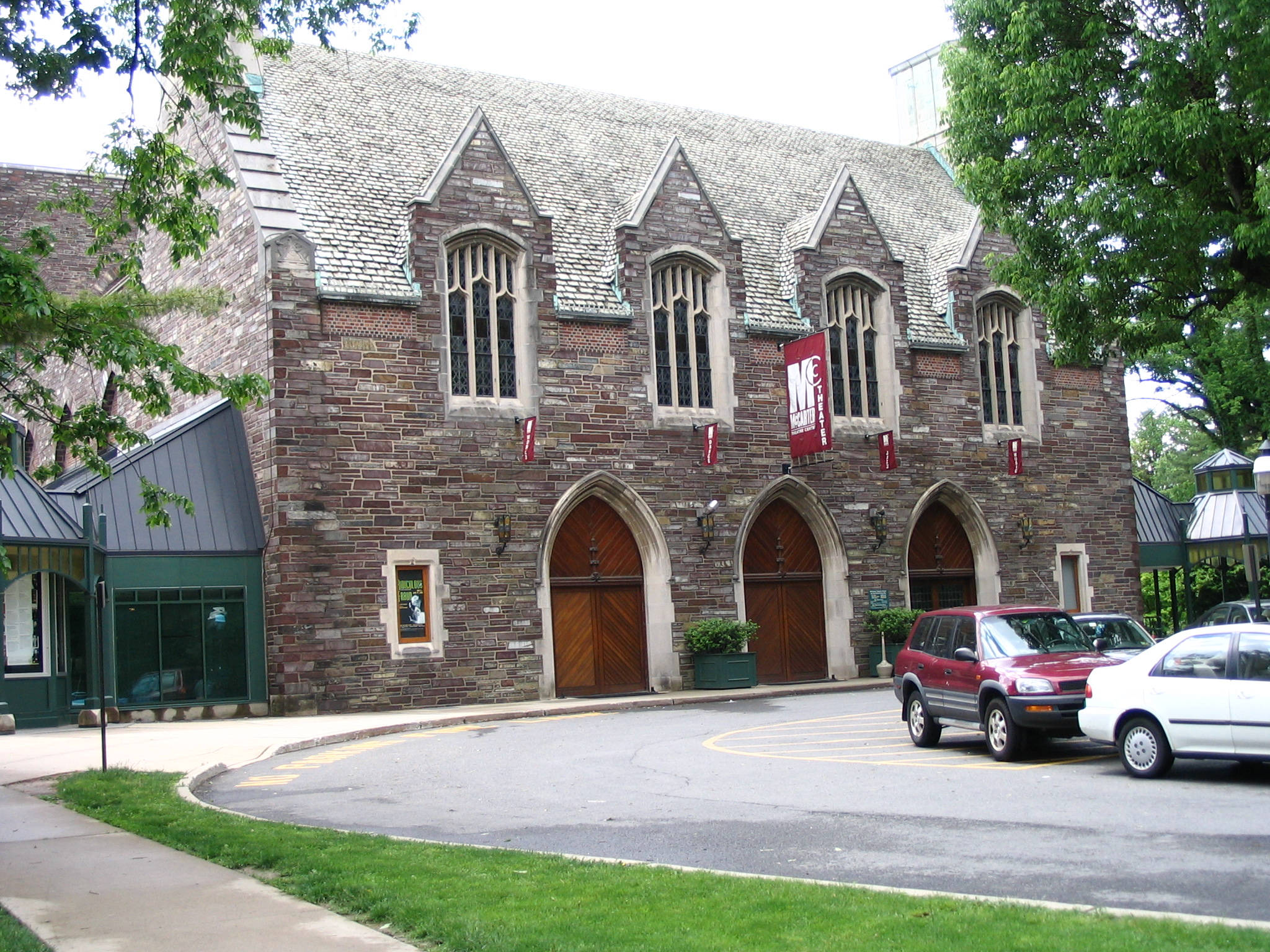
Театр Маккартера, 2006 год.

Театр Маккартера (англ. McCarter Theatre) — некоммерческая, профессиональная театральная труппа, дающая представления на территории университетского кампуса Принстонского университета, в городе Принстон, штат Нью-Джерси, США. Это один из самых активных культурных центров страны, предлагающий более двухсот театральных, музыкальных, хореографических и других представлений. Больше 200 000 зрителей посещают Театр Маккартера каждый театральный сезон. Компания является членом Театрального альянса Нью-Джерси.

## Миссия
Театр Маккартера признан одним из лучших региональных театров США. Театр Маккартера — единственная театральная организация США, которая сочетает в себе как профессиональный театр, так и площадку для различных театральных событий. Эта уникальная специфика Театра Маккартера налагает на него обязательство создавать и представлять новые сценические работы, представлять новые прочтения классического театрального репертуара и привлекать самых лучших театральных исполнителей мира в центр штата Нью-Джерси. Театр Маккартера обязуется привлекать, образовывать и культивировать самые разные зрительские аудитории, делая искусство доступным каждому человеку, и показывать самые разнообразные смелые программы.

## История

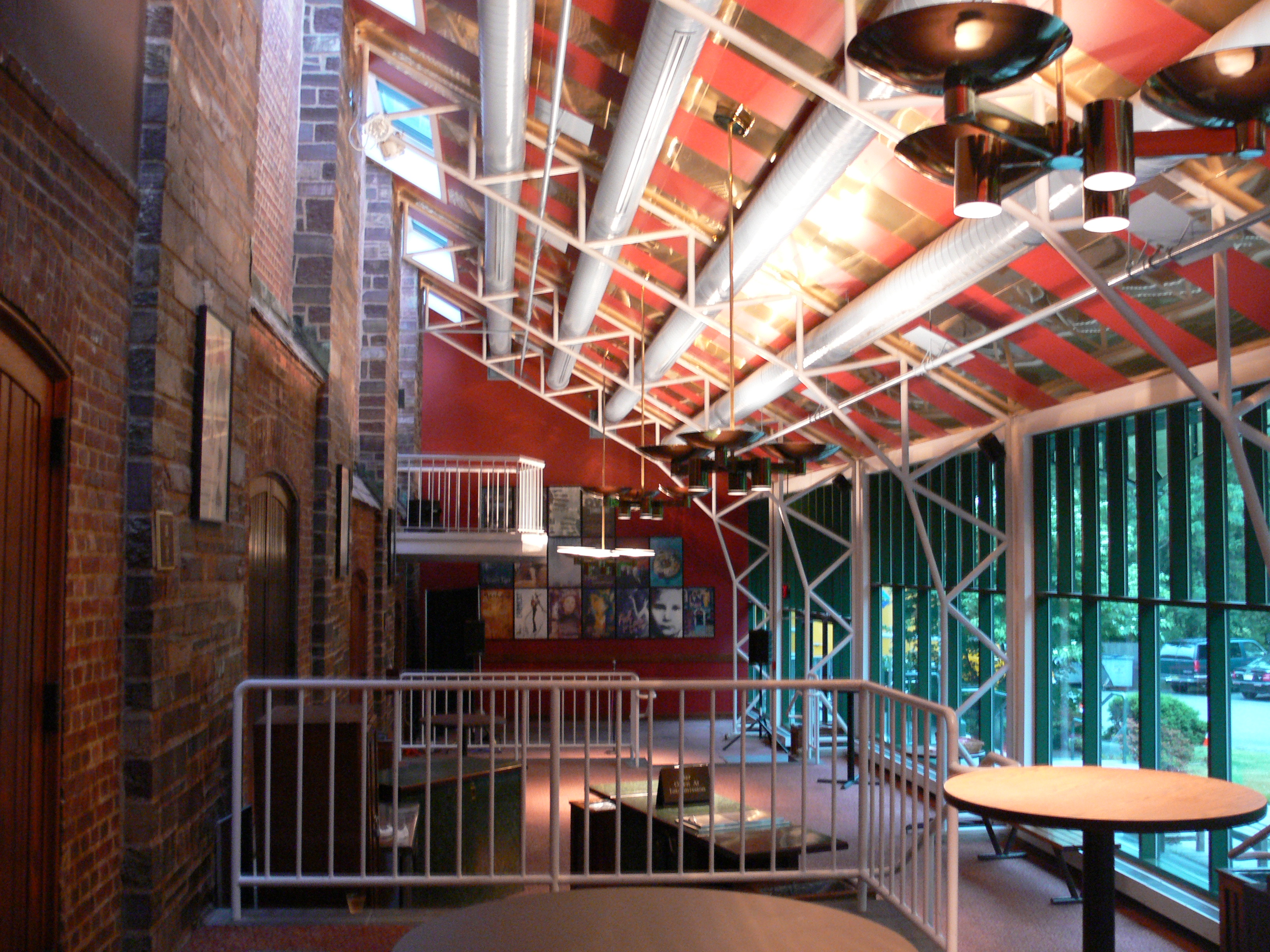
Фойе в Театре Маккартера

Выпускник Принстонского университета 1888 года Томас Н. Маккартер (англ. Thomas N. McCarter) финансировал строительство Театра Маккартера как постоянную сцену Принстонского университетского треугольного клуба (англ. Princeton University Triangle Club). Этот студенческий театральный клуб продолжает выступать на сцене Театра Маккартера каждый год. Театр Маккартера открылся 21 февраля 1930 года специальным сороковым юбилейным представлением годичного спектакля Треугольного Клуба «Золотой пёс».. Одной из звёзд этого представления были первокурсник Джошуа Логан и второкурсник Джеймс Стюарт.
В 30-е годы XX века, Театр Маккартера снискал себе популярность как театральная площадка, на которой ставились пьесы перед постановками на Бродвее, что было обусловлено наличием в театре большого зрительного зала и его близостью к Нью-Йорку. На сцене Театра Маккартера состоялась премьера «Нашего городка» Торнтона Уайлдера и целого ряда известных пьес того времени.
Хотя Театр Маккартера не был задуман как концертная площадка, на протяжении почти полувека здесь проходили концерты Принстонского университета.
В 1935 году здесь состоялось единственное выступление балетной труппы, которая тогда называлась «Американский балет». Это была первая профессиональная труппа хореографа Джорджа Баланчина. Впоследствии труппа Баланчина получила известность как Нью-йоркский городской балет.
В 1973 году Принстонской университет передал бразды правления театром Театральной Труппе Маккартера. Сегодня Театр Маккартера продолжает хранить свои театральные традиции под творческим началом главного режиссёра театра Эмили Манн.
В 1984 году режиссёром Алексом Дмитриевым была осуществлена постановка «А зори здесь тихие».
В 1990-х и начале 2000-х годов в театре  были проведены масштабные реконструкции и расширения, включая строительство второго театра поменьше рядом с главным залом (театр имени Роджера С. Берлинда, названный в честь выпускника Принстона и театрального продюсера), что позволило монтировать две постановки одновременно.